# Isatis aucheri
Isatis aucheri är en korsblommig växtart som beskrevs av Pierre Edmond Boissier. Isatis aucheri ingår i släktet vejdar, och familjen korsblommiga växter. Inga underarter finns listade i Catalogue of Life.